# ロンドン旅客機爆破テロ未遂事件
ロンドン旅客機爆破テロ未遂事件（ロンドンりょかくきばくはテロみすいじけん）は、ロンドン警視庁が2006年8月9日にイギリスからアメリカ合衆国へ向かう複数の旅客機を飛行中に爆破する大規模テロ計画を未然に阻止した事件である。

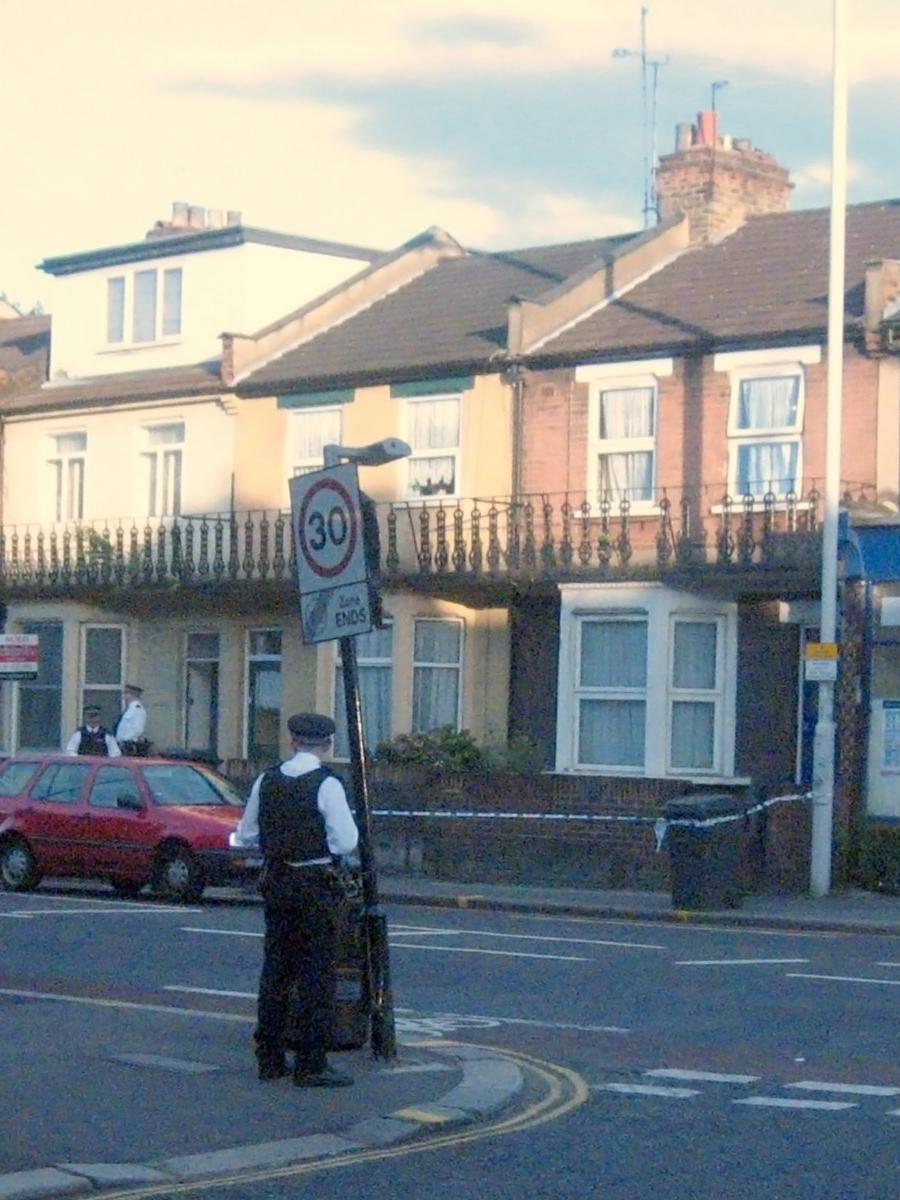
ロンドン東部ウォルサムストーのフォレストロード上にたたずむ警察官

## 概要
2006年8月9日、ロンドン警視庁はイギリスからアメリカ合衆国とカナダへ向かう複数の旅客機（最大で10機と見られる）を爆破させる大規模なテロ計画を未然に阻止した。
この計画は、過酸化アセトン（TATP）を使用し、アメリカ合衆国の主要都市上空で飛行中の旅客機を次々に爆破・空中分解させる計画としていた。TATPを機内に持ち込むにあたって、細工を施した上でスポーツドリンクのペットボトルにTATPを生成する原料を入れた他、起爆装置をデジタル携帯音楽プレーヤーやノートパソコンなどに隠すなど手口の巧妙さが目立った。また、液状物質を使う点、複数の旅客機を洋上爆破させようとした点で、ボジンカ計画との類似性が指摘された。

### 容疑者
ロンドン警視庁はMI5と共同してロンドンやバーミンガムなどを家宅捜査し、国際テロ組織アルカーイダに関与しているとみられる24人を反テロ法違反容疑で逮捕した。逮捕された24人のうち、22人がパキスタン系イギリス人と判明した。
イギリスの報道機関は本事件の黒幕としてアルカーイダの軍事司令官の名を挙げている。この軍事司令官は爆発物製造の専門家で、アフガニスタンまたはパキスタンにある軍事訓練キャンプでパキスタン系イギリス人を指導し、活動家が居住する国外の銀行に送金する役割も担っていたとされる。また、今回の事件の計画を立案し、本事件の主犯格に指示を出していたという。さらに、ウォルサム・フォレスト区に居住する本事件の容疑者がアルカーイダと関連するキャンプで軍事司令官から恒常的に軍事訓練を受けていたと伝えられた。

## 反響
ジョージ・W・ブッシュ大統領は「我が国がイスラム過激派との戦争状態にあることをはっきり思い起こさせた。我々は米国民を守るために様々な措置をとってきたが、いまだ完全に安全なわけではない」とする声明を発表した。また、マイケル・チャートフアメリカ合衆国国土安全保障長官は記者会見で「いくつかの点でアルカーイダの計画を思わせる」と述べた。
トニー・ブレア首相は「容疑者逮捕は警察とMI5の『長期間の捜査』の成果であり、アメリカ当局から多大な協力を得た」とする談話を発表した。

## 影響
アメリカン航空、ユナイテッド航空、エア・カナダの便がテロの対象となっていたため、液体物質の持ち込みが規制され、化粧品などを含む一切の液状、ゲル状の物質の飛行機への持込が禁止された。また、イギリスおよびアメリカ合衆国は、イギリス発アメリカ合衆国行きの民間航空機に対する警戒レベルを最高レベルまで上げた。さらに、ロンドン・ヒースロー空港は、すでに同空港へ向けて離陸した便を除くすべての航空機の着陸を禁止した。
世界の一部の国際空港では航空機内に財布、貴重品を除く手荷物の持ち込みを禁止する措置をとった。

### 対象となった便

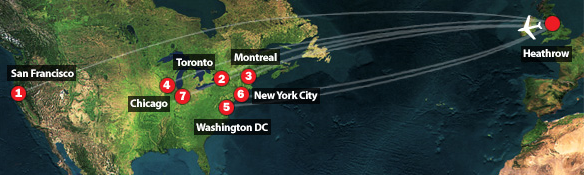
各便の航路

- ユナイテッド航空931便（ボーイング777）
  - ロンドン14時15分発サンフランシスコ国際空港行

- エア・カナダ849便（エアバス A330）
  - ロンドン15時00分発トロント・ピアソン国際空港行

- エア・カナダ865便（エアバス A330）
  - ロンドン15時15分発モントリオール・ピエール・エリオット・トルドー国際空港行

- ユナイテッド航空959便（ボーイング777）
  - ロンドン15時40分発シカゴ・オヘア国際空港行

- ユナイテッド航空925便（ボーイング777）
  - ロンドン16時20分発ダラス・フォートワース国際空港行

- アメリカン航空131便（ボーイング777）
  - ロンドン16時35分発ジョン・F・ケネディ国際空港行

- アメリカン航空91便（ボーイング777）
  - ロンドン16時50分発シカゴ・オヘア国際空港行